# Aloe excelsa
Aloe excelsa är en grästrädsväxtart som beskrevs av Alwin Berger. Aloe excelsa ingår i släktet Aloe och familjen grästrädsväxter.

## Underarter
Arten delas in i följande underarter:
- A. e. breviflora
- A. e. excelsa

## Bildgalleri

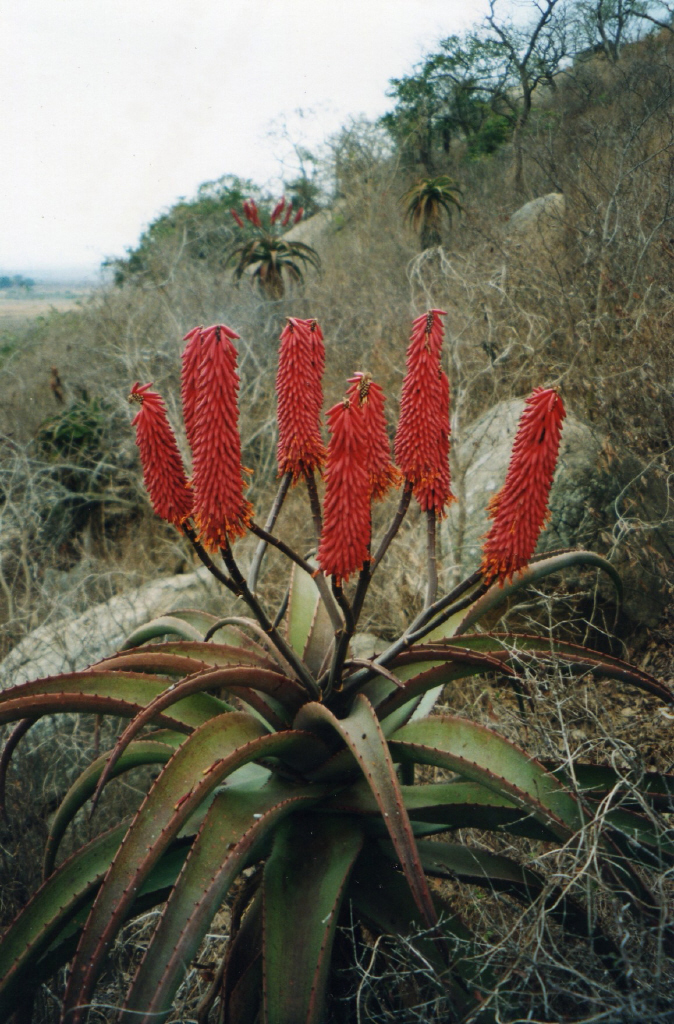
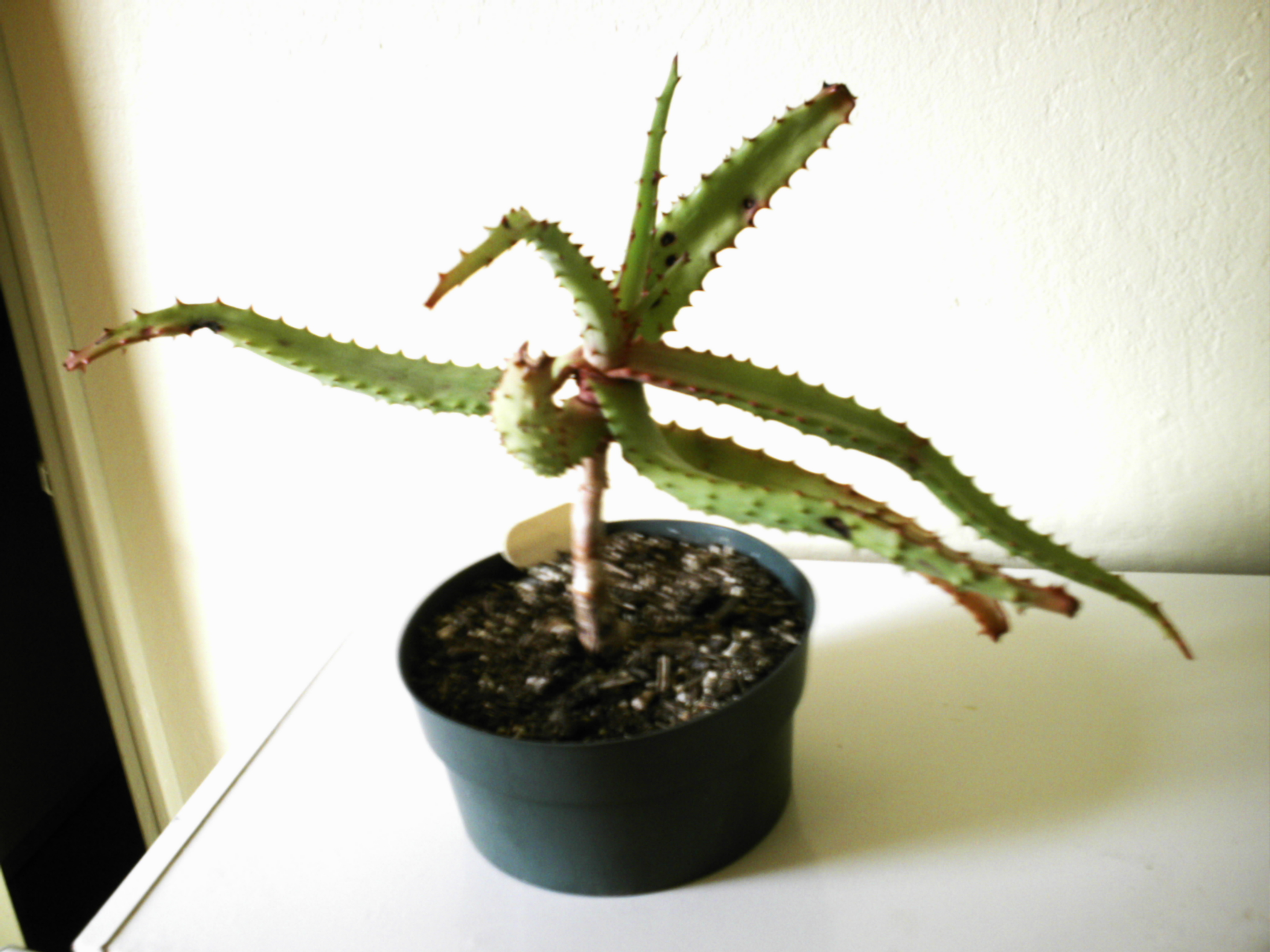
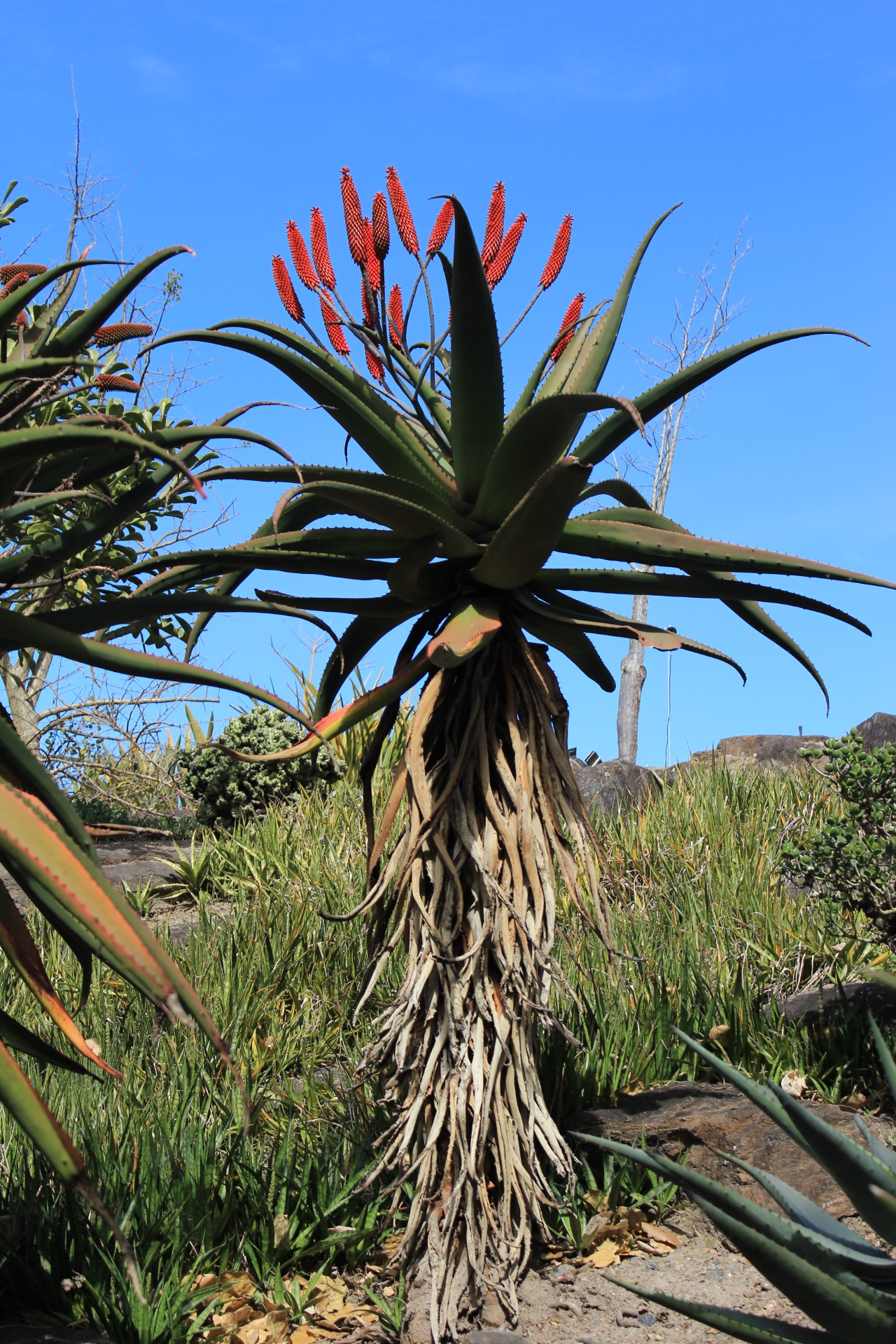
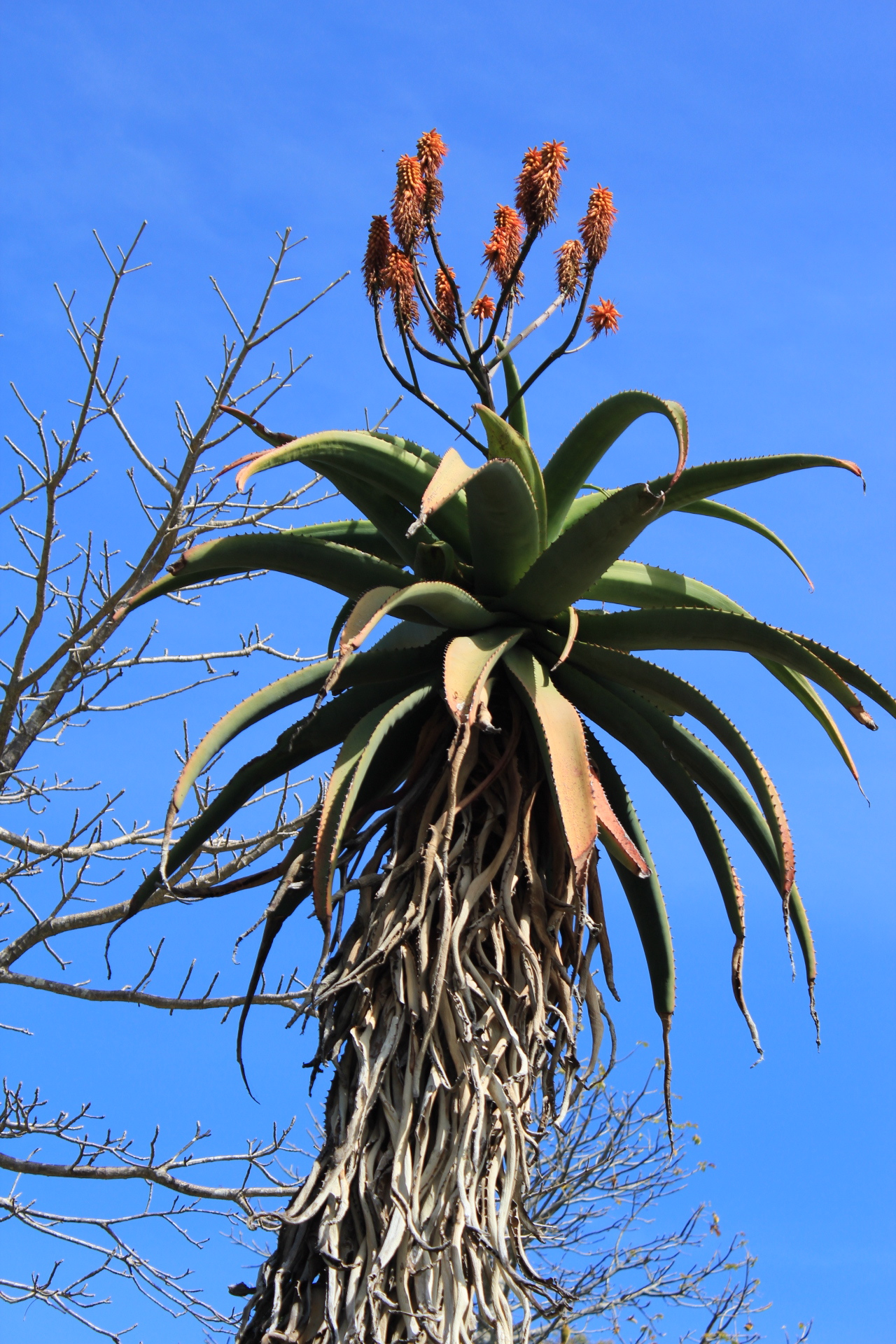
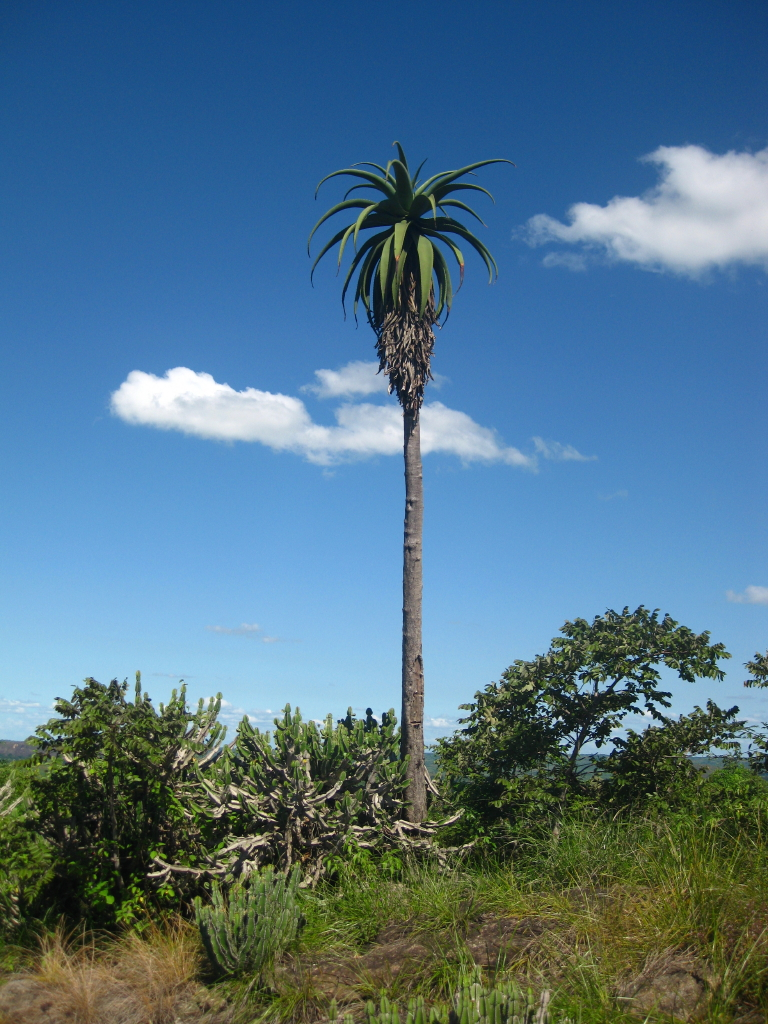
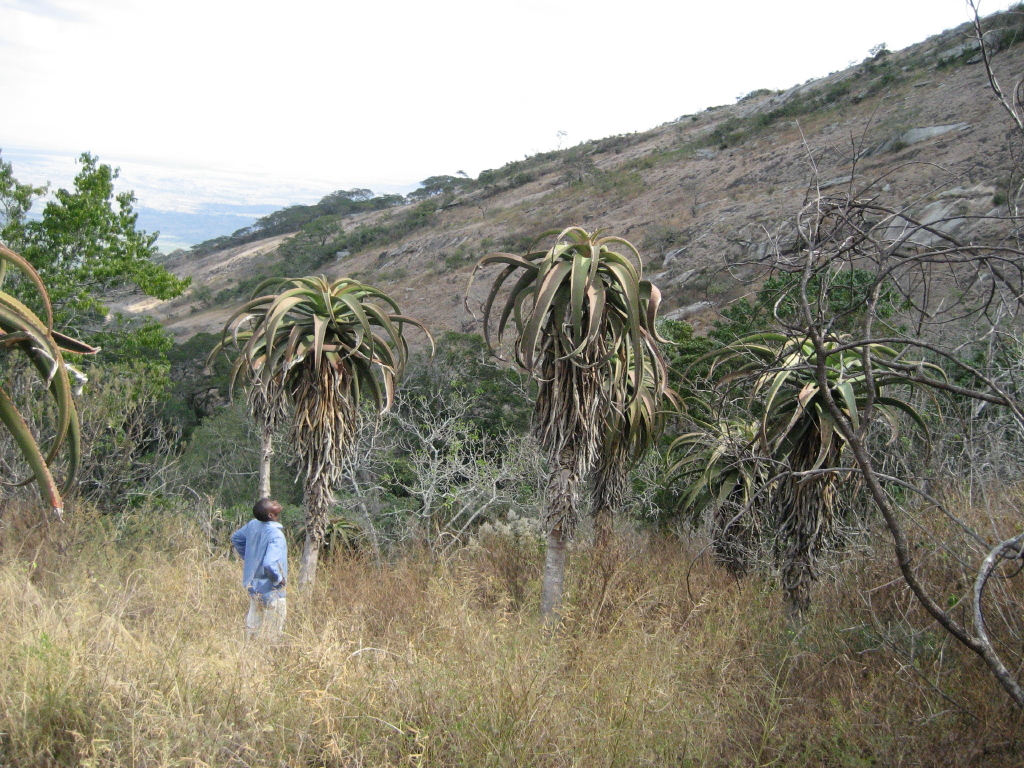